# Osmia francisconis
Osmia francisconis là một loài Hymenoptera trong họ Megachilidae. Loài này được White mô tả khoa học năm 1952.